# Mikami Shinji
Mikami Shinji (三上 真司 Mikami Shinji, sinh ngày 11 tháng 8 năm 1965) là nhà thiết kế trò chơi điện tử, đạo diễn và nhà sản xuất trò chơi điện tử người Nhật. Ông bắt đầu sự nghiệp tại Capcom vào năm 1990 và tiếp tục giữ nhiều chức danh lớn nhất của công ty. Ông là đạo diễn phần đầu tiên của loạt Resident Evil vào năm 1996 và phần đầu tiên của loạt Dino Crisis vào năm 1999, cả hai đều là trò chơi kinh dị sinh tồn. Ông quay trở lại để chỉ đạo bản làm lại của trò chơi đầu tiên vào năm 2002 và trò chơi bắn súng góc nhìn thứ ba Resident Evil 4 vào năm 2005. Năm 2006, ông chỉ đạo game cuối cùng của mình ở Capcom là God Hand, một trò chơi hành động beat 'em up. Mikami làm việc tại PlatinumGames để chỉ đạo game bắn súng góc nhìn thứ ba Vanquish vào năm 2010. Cùng năm đó, ông thành lập studio riêng tên là Tango Gameworks sau khi nó bị công ty Mỹ ZeniMax Media mua lại. Với studio đó, ông đã chỉ đạo trò chơi kinh dị góc nhìn thứ ba The Evil Within vào năm 2014. Ông cũng đảm nhiệm vai trò nhà sản xuất và điều hành sản xuất cho nhiều trò chơi.

## Những năm đầu đời và giáo dục
Mikami lớn lên ở tỉnh Yamaguchi của đảo Honshū. Khi còn nhỏ, Mikami muốn trở thành một tay đua Công thức Một. Ông  cũng bị “ám ảnh” bởi thể loại kinh dị và những bộ phim, chẳng hạn như The Texas Chain Saw Massacre và The Evil Dead. Khi còn là một thiếu niên, ông học karate và kiếm đạo. Mikami tốt nghiệp Đại học Doshisha, là nơi ông theo học chuyên ngành nghiên cứu chuỗi hàng hóa.

## Sự nghiệp

### Những năm đầu (1990–1993)
Mikami từng đến tham dự một buổi gặp mặt và chào mừng các sinh viên tốt nghiệp đại học do Capcom tổ chức, ông tỏ ý quan tâm đến bài thuyết trình của hãng và nộp đơn tham gia. Ban đầu, đơn đăng ký của ông bị từ chối. Theo Mikami thì sau đó một tuần, Capcom "bất ngờ" chấp thuận đơn của ông. Ông gia nhập Capcom vào năm 1990 với tư cách là một nhà thiết kế trò chơi trẻ tuổi, và nhanh chóng khi tạo ra tựa game đầu tiên là một trò chơi đố vui dành cho Game Boy có tựa đề Capcom Quiz: Hatena? no Daibōken. Trò chơi mất hơn ba tháng để phát triển. Ba trò chơi tiếp theo của ông đều dựa trên các sản phẩm được Disney cấp phép: Who Framed Roger Rabbit cho Game Boy, Aladdin và Goof Troop cho Super NES. Aladdin là bản hit đầu tiên của ông, bán được hơn 1,75 triệu bản trên toàn thế giới. Mikami cũng tham gia vào Super Lap, một trò chơi đua xe F1 dự kiến phát hành cho Game Boy vào năm 1992, nhưng đã bị hủy bỏ sau tám tháng phát triển.

## Công việc
| Năm  | Trò chơi                                               | Vai trò                                |
| ---- | ------------------------------------------------------ | -------------------------------------- |
| 1990 | Capcom Quiz: Hatena? no Daibōken                       | Người lên kế hoạch                     |
| 1991 | Who Framed Roger Rabbit                                | Nhà thiết kế                           |
| 1993 | Goof Troop                                             | Nhà thiết kế                           |
| 1993 | Disney's Aladdin                                       | Người lên kế hoạch                     |
| 1996 | Resident Evil                                          | Đạo diễn                               |
| 1998 | Resident Evil 2                                        | Nhà sản xuất                           |
| 1999 | Dino Crisis                                            | Đạo diễn, nhà sản xuất                 |
| 1999 | Resident Evil 3: Nemesis                               | Nhà sản xuất                           |
| 2000 | Resident Evil – Code: Veronica                         | Nhà sản xuất                           |
| 2000 | Dino Crisis 2                                          | Tổng sản xuất                          |
| 2001 | Onimusha: Warlords                                     | Cố vấn                                 |
| 2001 | Resident Evil Survivor 2 – Code: Veronica              | Giám sát                               |
| 2001 | Devil May Cry                                          | Nhà sản xuất điều hành                 |
| 2001 | Phoenix Wright: Ace Attorney                           |                                        |
| 2001 | Resident Evil Gaiden                                   | Cố vấn                                 |
| 2002 | Resident Evil                                          | Đạo diễn                               |
| 2002 | Steel Battalion                                        | Giám đốc sản xuất điều hành            |
| 2002 | Phoenix Wright: Ace Attorney − Justice for All         | Nhà sản xuất điều hành                 |
| 2002 | Resident Evil Zero                                     | Trưởng ban cố vấn                      |
| 2003 | P.N.03                                                 | Đạo diễn                               |
| 2003 | Dino Crisis 3                                          | Nhà sản xuất điều hành                 |
| 2003 | Viewtiful Joe                                          | Nhà sản xuất điều hành                 |
| 2004 | Phoenix Wright: Ace Attorney − Trials and Tribulations | Nhà sản xuất điều hành                 |
| 2004 | Steel Battalion: Line of Contact                       | Giám đốc sản xuất điều hành            |
| 2005 | Resident Evil 4                                        | Đạo diễn, viết kịch bản                |
| 2005 | killer7                                                | Nhà điều hành sản xuất, viết kịch bản  |
| 2006 | God Hand                                               | Đạo diễn                               |
| 2010 | Vanquish                                               | Đạo diễn                               |
| 2011 | Shadows of the Damned                                  | Giám đốc sáng tạo                      |
| 2014 | The Evil Within                                        | Đạo diễn                               |
| 2015 | Fallout 4                                              | Lồng tiếng Nhật cho nhân vật Takahashi |
| 2017 | The Evil Within 2                                      | Sản xuất điều hành, giám sát           |
| 2022 | Ghostwire: Tokyo                                       | Sản xuất điều hành                     |